# Slovenië op het Eurovisiesongfestival 2001
Slovenië nam deel aan het Eurovisiesongfestival 2001 in Kopenhagen, Denemarken. Het was de 7de deelname van het land op het Eurovisiesongfestival. RTVSLO was verantwoordelijk voor de Sloveense bijdrage van de editie van 2001.

## Selectieprocedure
Om de kandidaat te selecteren die Slovenië zou vertegenwoordigen, werd er gekozen om een nationale finale te organiseren.
Eerst werd er een halve finale georganiseerd op 23 februari die gepresenteerd werd door Mojca Mavec. Aan deze halve finale deden 22 artiesten mee waarvan 12 doorstootten naar de finale. Deze finalisten werden gekozen door televoting en wildcards.
De finale werd gehouden een dag later en werd gepresenteerd door Miša Molk, Marcel Stefancic en Mojca Mavec.
De winnaar werd aangeduid door een combinatie van televoting, een jury en een jury samengesteld door de nationale omroep.

### Halve finale
| Volgorde | Artiest             | Lied                    | Televoting | Plaats |
| -------- | ------------------- | ----------------------- | ---------- | ------ |
| 1        | Panda               | "Tok, tok"              | 1051       | 15     |
| 2        | PAX                 | "Ko so lipe cvetele"    | 3849       | 4      |
| 3        | Tinkara Kovac       | "Sonce v oceh"          | 3580       | 5      |
| 4        | Nuša Derenda        | "Ne, ni res"            | 6416       | 1      |
| 5        | Jan Plestenjak      | "Vse je OK"             | 2026       | 10     |
| 6        | Simona Weiss        | "Vse zivljenje"         | 2819       | 7      |
| 7        | GIS                 | "Sreca je"              | 1000       | 17     |
| 8        | Damjana Golavsek    | "Stoletje sanj in miru" | 1897       | 11     |
| 9        | By The Way          | "Svet okoli mene"       | 1022       | 16     |
| 10       | Deja Mušic & Katice | "Angel luci"            | 1534       | 13     |
| 11       | Polona              | "Samo lazi"             | 999        | 18     |
| 12       | Lutke               | "Poklici me"            | 446        | 21     |
| 13       | Ivo Spacapan        | "Za devetimi gorami"    | 615        | 20     |
| 14       | Regina              | "Zaljubljena v maj"     | 1654       | 12     |
| 15       | Nude                | "Ni cist greh"          | 2288       | 9      |
| 16       | Kingston            | "Lunapark"              | 4441       | 3      |
| 17       | So Real             | "Nedeljsko jutro"       | 444        | 22     |
| 18       | Number One          | "Tell Me Why"           | 1161       | 14     |
| 19       | Alenka Godec        | "Ce verjameš ali ne"    | 2465       | 8      |
| 20       | Andraz Hribar       | "Zivljenje je"          | 2857       | 6      |
| 21       | 1X Orchestra        | "Ta ni zame"            | 766        | 19     |
| 22       | Karmen Stavec       | "Ostani tu"             | 5096       | 2      |

### Finale
| Volgorde | Artiest       | Lied                 | Punten | Plaats |
| -------- | ------------- | -------------------- | ------ | ------ |
| 1        | PAX           | "Ko so lipe cvetele" | 9      | 7      |
| 2        | Tinkara Kovac | "Sonce v oceh"       | 18     | 5      |
| 3        | Nuša Derenda  | "Ne, ni res"         | 34     | 1      |
| 4        | By The Way    | "Svet okoli mene"    | 5      | 12     |
| 5        | Polona        | "Samo lazi"          | 13     | 6      |
| 6        | Ivo Spacapan  | "Za devetimi gorami" | 9      | 7      |
| 7        | Regina        | "Zaljubljena v maj"  | 6      | 10     |
| 8        | Nude          | "Ni cist greh"       | 6      | 10     |
| 9        | Kingston      | "Lunapark"           | 8      | 9      |
| 10       | Alenka Godec  | "Ce verjameš ali ne" | 20     | 3      |
| 11       | Andraz Hribar | "Zivljenje je"       | 26     | 2      |
| 12       | Karmen Stavec | "Ostani tu"          | 20     | 3      |

## In Kopenhagen
In Denemarken trad Slovenië aan als 17de, net na het Verenigd Koninkrijk en voor Polen.
Op het einde bleek dat ze 70 punten verzameld hadden, goed voor een 7de plaats. 
België deed niet mee in 2001 en Nederland had 4 punten over voor deze inzending.

### Gekregen punten

#### Finale
| 12 punten | 10 punten                                    | 8 punten  | 7 punten           | 6 punten                      |
| --------- | -------------------------------------------- | --------- | ------------------ | ----------------------------- |
|           | - Bosnië en Herzegovina                      | - Kroatië | - Zweden           | - IJsland - Noorwegen - Polen |
| 5 punten  | 4 punten                                     | 3 punten  | 2 punten           | 1 punt                        |
| - Estland | - Duitsland - Litouwen - Nederland - Rusland |           | - Ierland - Spanje | - Frankrijk - Israël          |

### Punten gegeven door Slovenië

#### Finale
Punten gegeven in de finale:
| 12 punten | Estland               |
| 10 punten | Denemarken            |
| 8 punten  | Griekenland           |
| 7 punten  | Bosnië en Herzegovina |
| 6 punten  | Frankrijk             |
| 5 punten  | Kroatië               |
| 4 punten  | Nederland             |
| 3 punten  | Polen                 |
| 2 punten  | Litouwen              |
| 1 punt    | Spanje                |